# Lycée franco-allemand
Pour les articles homonymes, voir LFA et DFG.
Les lycées franco-allemands (LFA) (deutsch-französische Gymnasien (DFG) en allemand — au singulier : deutsch-französisches Gymnasium) sont des établissements binationaux d'enseignement public d’excellence. Ils sont au nombre de cinq :
- le lycée franco-allemand de Buc, à Buc (Yvelines, Île-de-France, France) ;
- le lycée franco-allemand de Fribourg-en-Brisgau (en), à Fribourg-en-Brisgau (Bade-Wurtemberg, Allemagne) ;
- le lycée franco-allemand de Hambourg, à Hambourg (Hambourg, Allemagne) ;
- le lycée franco-allemand de Sarrebruck, à Sarrebruck (Sarre, Allemagne)
- le lycée franco-allemand de Strasbourg, à Strasbourg (Bas-Rhin, Grand Est, France).

Ils délivrent tous le baccalauréat franco-allemand qui est reconnu en France comme en Allemagne (séries SMP (option mathématiques et physique), SBC (option chimie et biologie), L (option littéraire) et ES (option économique et sociale). Ce baccalauréat n'est pas à confondre avec l'abibac.

## Historique
Les lycées franco-allemands ont été créés par le Traité de l'Élysée, signé le 22 janvier 1963 par le président français Charles de Gaulle et le chancelier allemand Konrad Adenauer. Ce traité constitue la base d’un important projet entre l’Allemagne et la France. Il ne s’applique pas seulement aux domaines politiques, mais également au domaine culturel. En effet, les deux pays s’engagent chacun à développer l’enseignement de la langue du partenaire. Les écoles franco-allemandes constituent l’aboutissement de ce travail commun.
Avec la création du baccalauréat franco-allemand, le 10 février 1972, le projet des écoles franco-allemandes est enfin concrétisé. Après les fondations successives des écoles de Sarrebruck (1961) et de Fribourg (1972), c’est en 1975 que la France créa son propre lycée franco-allemand à Buc.
Le bourgmestre de Hambourg Olaf Scholz a initié en juin 2016 la création d'un lycée franco-allemand à Hambourg, par transformation des classes secondaires du lycée Antoine-de-Saint-Exupéry de Hambourg. En janvier 2021 est annoncée l'ouverture progressive d'un lycée franco-allemand à Strasbourg à la rentrée 2021, au sein du Collège Vauban.

## Les cinq lycées franco-allemands

### Buc

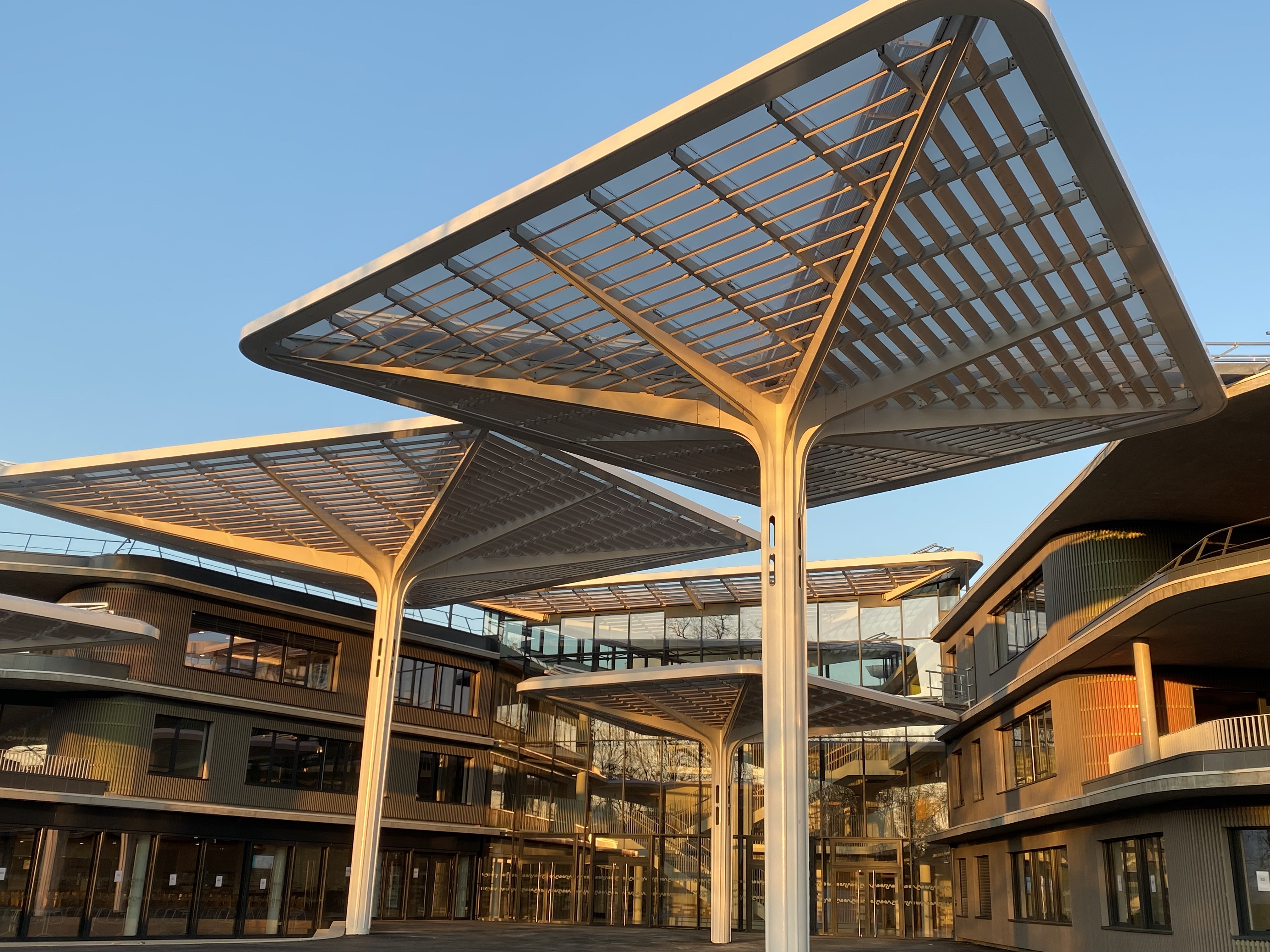
Lycée franco-allemand de Buc

#### Généralités
Le lycée-franco-allemand de Buc est fondé en 1975 au sein du lycée Hoche de Versailles, il obtint ses locaux propres à l'automne 1981. Il accueille des élèves de la primaire jusqu'au lycée et intègre aussi des élèves dans une section anglophone (section SIA) à partir de la seconde, la plupart proviennent du collège voisin :  le collège Martin Luther King, dans le but de préparer ces élèves pour l'OIB.
Le lycée est à la fois dirigé par directeur français et un directeur allemand. L'établissement accueille actuellement 870 élèves et 92 professeurs, à la fois allemands et français.

#### Rénovations (2019-2021)
Le LFA de Buc a entamé des rénovations en 2019  dans le but d'agrandir ses locaux et d'accueillir ses élèves dans de meilleures conditions. Les nouveaux bâtiments accueillent les élèves depuis mars 2022.

### Fribourg
(mars 2015).
- fondé en septembre 1972
- Direction :
  - Joachim Schmelz (OStD)

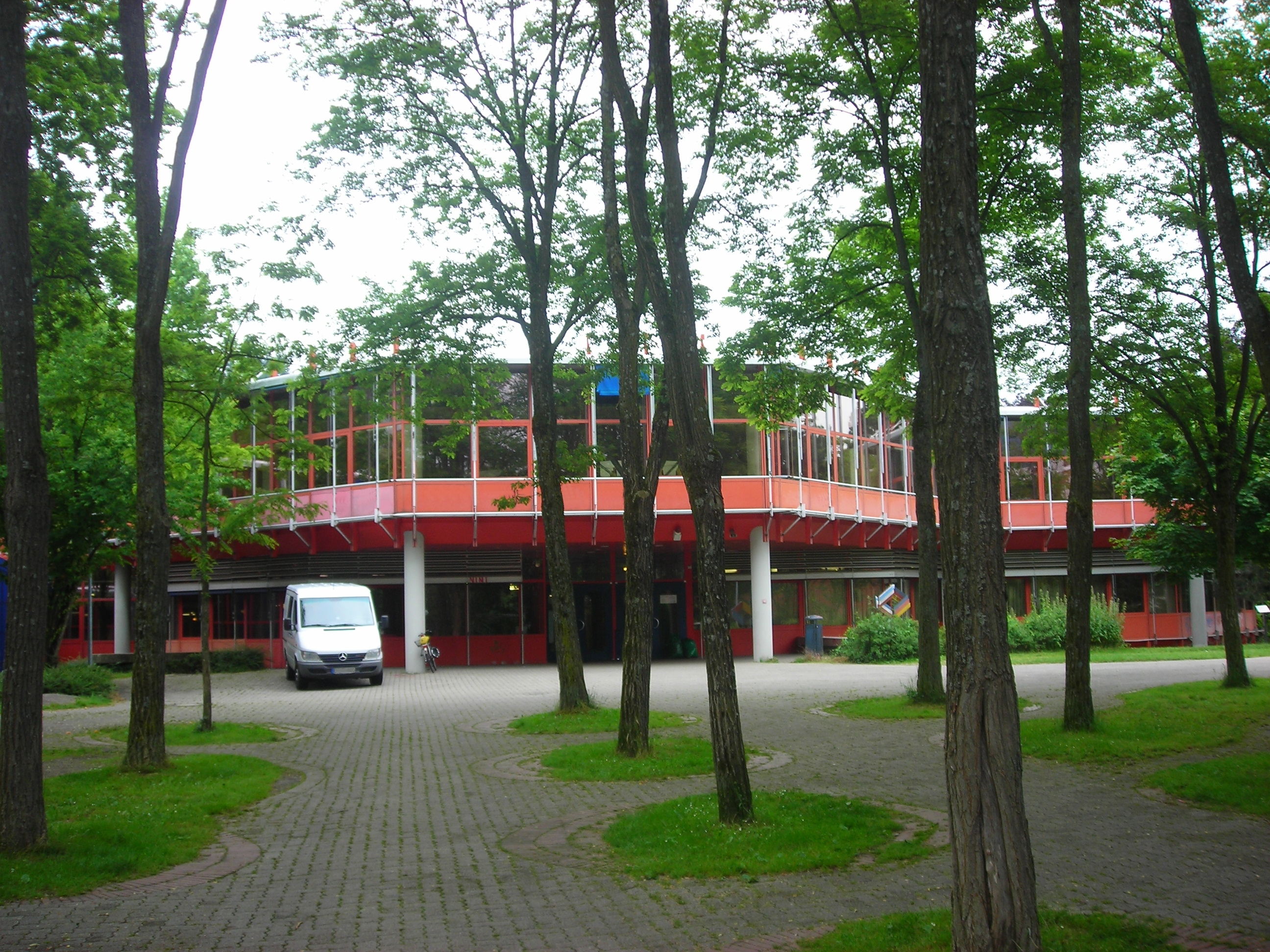
Lycée franco-allemand de Fribourg

  - Miguel Rubio (Proviseure Section Française)
- Effectifs  :
  - 517 élèves allemands
  - 353 élèves français

Le lycée compte actuellement 45 internes.

### Hambourg
- Ouverture en août 2020[3]
- Effectif de 405 élèves
- Direction : 
  - Torge Lorenzen
  - Yvon Panarioux
- le bâtiment définitif de l'école est en travaux et sera achevé en 2025.

### Sarrebruck
(mars 2015).
- fondé le 25 septembre 1961
- Direction :
  - Herr Bächle (Directeur)
  - Mme Alofs (Proviseur)
- Effectifs  :

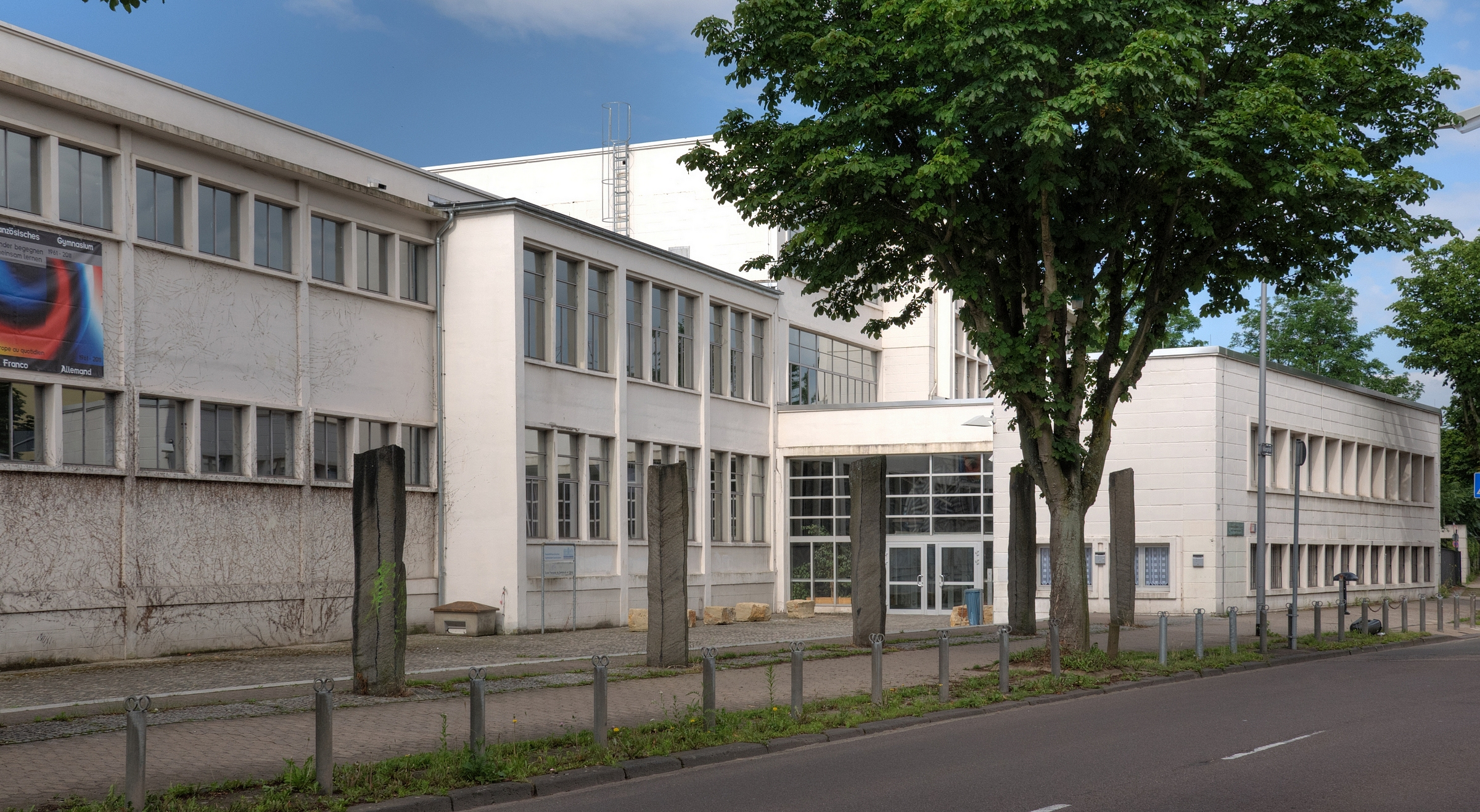
Lycée franco-allemand de Sarrebruck

  - 1076 élèves de la fünfte klasse à la Terminale

### Strasbourg
- Ouverture en Septembre 2021[4]
- Démarrage au sein du Collège Vauban, avec la classe de 6e[5]

## Objectifs
En France  : Le but de ce lycée est d'une part de permettre à des enfants allemands vivant en France d'avoir une éducation germanisée et/ou bilingue et d'autre part de permettre à des enfants français d'acquérir un excellent niveau en allemand ainsi qu'une forte sensibilisation à la culture allemande (contact quotidien avec des élèves et professeurs allemands, cours de littérature allemande, enseignement de certaines matières en allemand  : recherche de la biculturalité).

## Musique
Depuis l'année 2005-2006, les professeurs de musique, avec les chœurs et orchestre des trois lycées franco-allemands, donnent des concerts en France et en Allemagne.
Ces chœurs et orchestres sont composés d'élèves, de professeurs, de parents d'élèves, 
d'anciens élèves, et même de personnes de l'administration.

### 2005-2006
- Gloria de Vivaldi, Ave Verum de Mozart
- 200 participants
  - France : Versailles - Cathédrale st Louis 11/06/06 - 20 h 00
  - Allemagne : Fribourg - Maria-Hilf-Kirche

### 2006-2007
- Te Deum de Mozart, Te Deum de Charpentier, O sifuni mungu
  - France  : Versailles - Église Notre Dame de Versailles 04/05/07 - 20 h 00
  - Allemagne  : Sarrebruck - église st Michael 16/06/07 - 17 h 00
  - France  : Guebwiller (Alsace) - Couvent des Dominicains 19/08/07

## Admissions
En France  :
- Pour les élèves français, l'admission peut se faire à trois niveaux. En CM2 sur concours (épreuves écrites de français et mathématiques  ; oral d'allemand facultatif pouvant rajouter des points), en sixième sur concours ou en seconde (moins d'élèves y sont admis et un bon niveau en allemand est demandé).
- Pour les élèves allemands, l'admission se fait à tous les niveaux de la Grundschule jusqu'au lycée.